# Onuškis
Onuškis est une colonie dans le district de Rokis, à 7 km au nord-ouest de Juodup, près de la frontière entre la Lituanie et la Lettonie. Eldership Center. Il y a l’église d’Onukio Saint-Archange Michel (construite en 1908) et l’ensemble des bâtiments cultes, Le Manoir Onuki, est une bibliothèque (depuis 1954), la maison de la culture (depuis 1958) avec le musée ethnographique (depuis 1979), point médical. Au sud du village il y a deux étangs de l’Onuki, au nord - le lac Ablain. À l’ouest d’Onuski il y a la tourbe d’gesô, au nord - Alksniai, nord-ouest - Uôubaliai, au sud-est - les monticules d’Argent et bryzgi. Il y a aussi des petits lacs comme celui de Šermuka ežeras qui se trouve à 13 km au sud d'Onuškis près de  la route 220. 

## Le village est dirigé par juodupô-Ilzenberg.stoire
Au XIXe siècle, les membres de la communauté juive représentent la majorité de la population du village. Le 30 septembre 1941, 1 446 Juifs d'Aukštadvaris, Lentavris, Onuškis, Rudziszki, Troki, Žydkaimis et des environs sont assassinés au cours d'une exécution de masse perpétrée par un einsatzgruppen de collaborateurs lituaniens,.

## Personnalités
- Hirsh Lekert, militant socialiste du Bund est né dans le village en 1880.